# 定宗 (朝鮮王)
定宗（ていそう、チョンジョン、1357年7月18日 - 1419年10月15日）は、李氏朝鮮の第2代国王（在位：1398年 - 1400年）、権知高麗国事。諱は当初芳果（ほうか、パングァ、방과）、改名して曔（けい、キョン、경）、字は光遠（こうえん、クァンウォン、광원）。世子になる前は永安君（ヨンアングン、えいあんくん）。

## 生涯
恭愍王7年（1357年）7月1日に太祖（李成桂）と神懿王后の間の次男として生まれた。性格が穏やかで勇猛で知略が優れ、高麗末期、父に就いて多くの戦いに参加し多くの功績を立てた。父の李成桂が朝鮮を建国すると、李芳果は永安君に冊封されたが、太祖7年（1398年）8月に太祖の五男の靖安君李芳遠の起こした第一次王子の乱の後、王世子に冊封された。本来王位につく意志がなかった芳果は、王世子になるのを言葉を尽くして辞退したが、太祖の長男の鎮安君李芳雨は既に亡くなっていたうえ、その頃、国の権力を掌握していた李芳遠の強要で仕方なく王世子となり、1カ月後の同年9月、太祖の譲位で朝鮮国王となった。側室との間に多くの庶子を儲けていたが、王妃金氏との嫡男が無いことは、李芳遠にとってとても好都合であった。定宗は2年の在位期間、李芳遠の影響力下にあった。李芳遠の意向によって権力者たちの私兵を解体し、軍事権を国家の最高軍事機関である義興三軍府に集中させた。
定宗は漢陽の運気が悪くて王子の乱が起きたという理由を聞いて、首都を漢陽から再び開京へ遷都した。しかし、1400年に第二次王子の乱が起きると、李芳遠を王世弟に冊封し、9カ月後の11月13日に王世弟に王位を譲り、上王に退いた。定宗としては権力の中心である王位から退くことだけが、命を維持することができる唯一の道だったからである。上王に退いた定宗は仁徳宮で撃毬・狩猟・温泉・宴会などの娯楽で悠悠自適な生活を送り、世宗元年（1419年）9月26日に 63歳で薨去した。御陵は開城にある厚陵。
2年の間の短い治世にほとんど実権がなかったことから、朝鮮では定宗を過渡期執権者と考え「恭靖大王」と呼んだが、262年が過ぎた粛宗7年（1681年）12月に至り、定宗という廟号を贈った。

## 家系
- 祖父：李子春/桓祖（1315年 - 1361年）
- 祖母：懿恵王后崔氏（生没年不詳）
- 父：李成桂/太祖（1335年 - 1408年）
- 母：神懿王后韓氏（1337年 - 1391年）
  - 兄：鎮安大君 李芳雨（1354年 - 1394年）
  - 弟：益安大君 李芳毅（生年不詳 - 1404年）
  - 弟：懐安大君 李芳幹（1364年 - 1421年）
  - 弟：靖安大君/太宗 李芳遠（1367年 - 1422年）- 第3代国王
  - 弟：徳安大君 李芳衍（朝鮮語版）（生没年不詳）
  - 妹：慶慎公主（朝鮮語版）（生年不詳 - 1426年）
  - 妹：慶善公主（朝鮮語版）（生没年不詳）

### 宗室
- 正室：定安王后金氏（1355年 - 1412年）- 月城府院君 金天瑞の娘
  - 子女なし

- 後宮：誠嬪池氏（朝鮮語版）（生没年不詳）- 池奫（朝鮮語版）の娘
  - 義平君 李元生（朝鮮語版）（生年不詳 - 1461年）
  - 宣城君 李茂生（朝鮮語版）（生没年不詳）
  - 徳泉君 李厚生（朝鮮語版）（1397年 - 1465年）
  - 任城郡 李好生（朝鮮語版）（生没年不詳）
  - 桃平君 李末生（朝鮮語版）（生没年不詳）
  - 咸陽翁主（朝鮮語版）（生没年不詳）- 密寧尉 朴賡正室

- 後宮：淑儀奇氏（朝鮮語版）（生年不詳 - 1457年）- 貞武公 奇虔の姉妹
  - 順平君 李羣生（朝鮮語版）（生年不詳 - 1456年[1]）
  - 錦平君 李義生（朝鮮語版）（生年不詳 - 1435年）
  - 貞石君 李隆生（朝鮮語版）（生没年不詳）
  - 茂林君 李善生（朝鮮語版）（1410年 - 1475年）
  - 淑慎翁主（朝鮮語版）（生没年不詳）- 判敦寧 金世敏正室
  - 徳川翁主（朝鮮語版）（生没年不詳）- 辺尚服（朝鮮語版）正室
  - 高城翁主（朝鮮語版）（生没年不詳）- 金澣正室
  - 祥原翁主（朝鮮語版）（生没年不詳）- 司直 趙孝山正室
  - 全山翁主（朝鮮語版）（生没年不詳）- 行司直 李希宗正室

- 後宮：淑儀文氏（生没年不詳）
  - 従義君 李貴生（朝鮮語版）（1393年 - 1451年）

- 後宮：淑儀尹氏（朝鮮語版）（1368年 - 没年不詳）- 大司憲 尹邦彦の娘
  - 守道君 李徳生（朝鮮語版）（生年不詳 - 1449年）
  - 林堰君 李禄生（朝鮮語版）（生年不明 - 1450年[2]）
  - 石保君 李福生（朝鮮語版）（生没年不詳）
  - 長川君 李普生（朝鮮語版）（生没年不詳）
  - 仁川翁主（朝鮮語版）（生没年不詳）- 行府使 李寛植正室
  - 咸安翁主（朝鮮語版）（生没年不詳）- 李恒信正室

- 後宮：嘉懿宮主/嘉懿翁主柳氏（生没年不詳）
  - 仏奴（生没年不詳） - 一時期元子とされた[3]がその後政争に巻き込まれた定宗が生命を助けるために親子関係を否定[4]、1409年に公州に流刑となった[5]。

- 後宮：其毎（生没年不詳）- 上王宮に仕える奴婢。定宗の寵愛を受けて子を産んだが1417年宦官との姦淫が発覚し追放、定宗の子を産んでいるという理由で死罪は免れた[6]。
  - 志云（生没年不詳）- 母親が他の男と姦淫の末追放されたため定宗に親子関係を否定されている[7]。

- 後宮：楚宮粧（朝鮮語版）（生没年不詳）- 妓生。世子（後の譲寧大君）が定宗の愛妾と知らずに自分の妾にしようとし、これを知った定宗に追放された[8]。
  - 子女なし

## 定宗が登場する作品
小説
- 世宗大王 - 朴鍾和作、1969-1977年。
- 蓮池に血の木花-松京別曲 - サビラン作、NAVERウェブ小説、2016-2018年。

テレビドラマ
- 蓮知（MBC、1978年、日本未公開、配役: パク・クァンナム（朝鮮語版）[9]）
- 開国（KBS、1983年、配役: ナム・ソンシク）
- 朝鮮王朝五百年 太宗大王 -朝鮮王朝の礎-（朝鮮語版）（MBC、1983年、配役: イ・ヨンフ（朝鮮語版）[10]）
- 龍の涙（KBS、1996-1998年、配役: テ・ミニョン）
- 大王世宗（KBS、2008年、配役: ノ・ヨングク（朝鮮語版））
- 鄭道伝 チョン・ドジョン（KBS、2014年、配役: イ・テリム（朝鮮語版））
- 六龍が飛ぶ（SBS、2016年、配役: ソ・ドンウォン（朝鮮語版））
- 太宗イ・バンウォン（KBS、2021年-2022年、配役:キム・ミョンス）